# Jupiter und Antiope

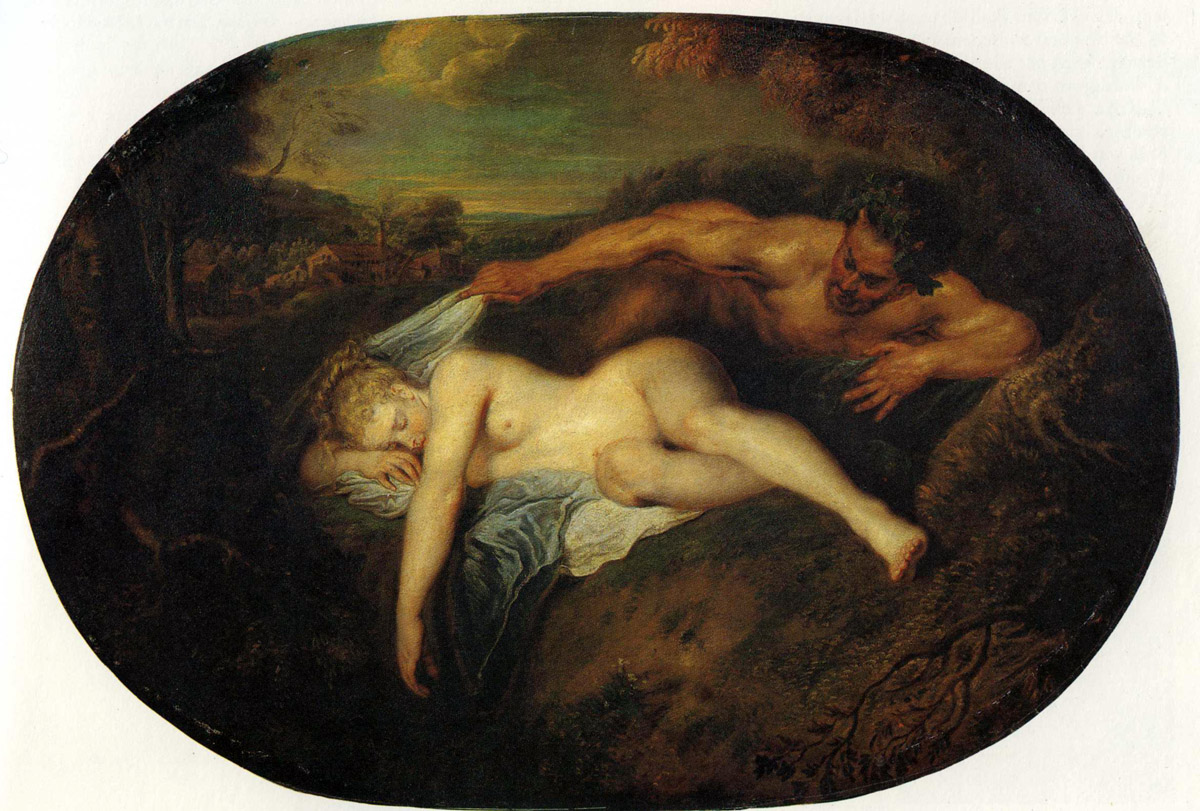
Antoine Watteau: Jupiter und Antiope, um 1714–1719

Jupiter und Antiope ist der Titel sowie das Thema von Gemälden der Historienmalerei unterschiedlicher Künstler. Es basiert auf der aus dem antiken Griechenland stammenden Geschichte der Verführung der Antiope durch den Gott Zeus in der Gestalt eines Satyrn, der in der römischen Mythologie Jupiter genannt wurde.

## Jupiter und Antiope

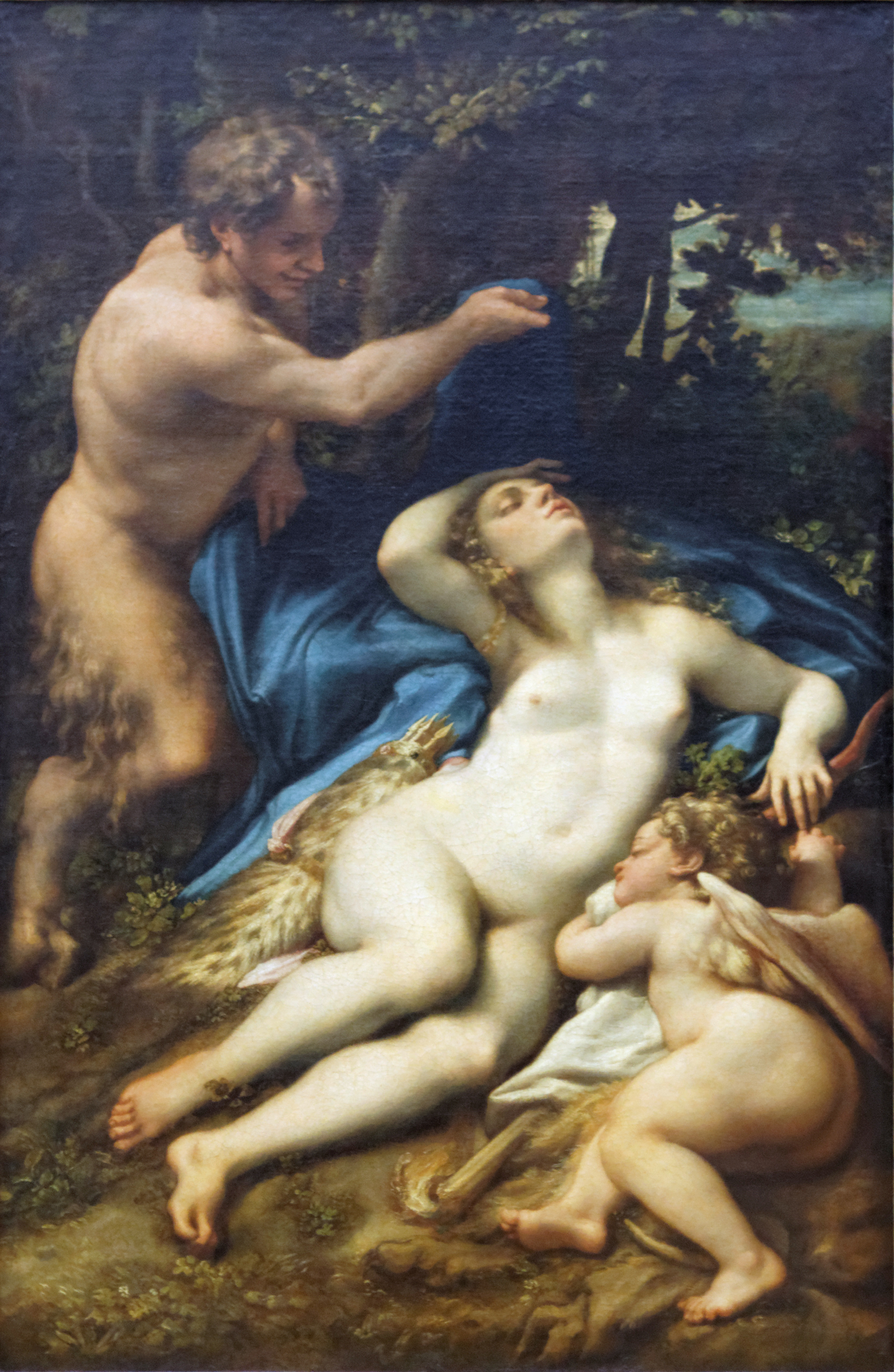
Correggio: Jupiter und Antiope (mit Eros), um 1528

Das Bild basiert auf der Geschichte der Verführung Antiopes durch den Göttervater Zeus aus der griechischen Mythologie, später in der römischen Mythologie mit dem römischen Jupiter gleichgesetzt. Antiope, die schöne Tochter des Königs Nykteus von Theben, wurde, diesem Mythos folgend, von Zeus in Gestalt eines Satyrn im Schlaf überrascht und verführt. Sie wurde schwanger und gebar die Zwillinge Amphion und Zethos, die später Lykos, den Bruder Nykteus', aus Rache für die schlechte Behandlung Antiopes töteten und die Herrschaft in der Stadt Theben übernahmen.
Die Geschichte um die Verführung Antiopes ist in der Bibliotheke des Apollodor dargestellt:

„Ἀντιόπη θυγάτηρ ἦν Νυκτέως ταύτῃ Ζεὺς συνῆλθεν. ἡ δὲ ὡς ἔγκυος ἐγένετο, τοῦ πατρὸς ἀπειλοῦντος εἰς Σικυῶνα ἀποδιδράσκει πρὸς Ἐπωπέα καὶ τούτῳ γαμεῖται. Νυκτεὺς δὲ ἀθυμήσας ἑαυτὸν φονεύει, δοὺς ἐντολὰς Λύκῳ παρὰ Ἐπωπέως καὶ παρὰ Ἀντιόπης λαβεῖν δίκας. ὁ δὲ στρατευσάμενος Σικυῶνα χειροῦται, καὶ τὸν μὲν Ἐπωπέα κτείνει, τὴν δὲ Ἀντιόπην ἤγαγεν αἰχμάλωτον.“

„Antiope war die Tochter des Nykteus. Diese hatte Umgang mit Zeus. Als sie schwanger wurde, floh sie vor den Drohungen ihres Vaters nach Sikyon zu Epopeus, den sie heiratet. Nykteus gab sich in der Verzweiflung selbst den Tod, nachdem er zuvor den Lykos beauftragt hatte, ihn an Epopeus und Antiope zu rächen. Dieser zog daher gegen Sikyon in den Krieg, bekam es in seine Gewalt, tötete den Epopeus und führte Antiope gefangen weg.“

Bei Homer ist Antiope die Tochter des Flussgottes Asopos:

„τὴν δὲ μέτ' Ἀντιόπην ἴδον, Ἀσωποῖο θύγατρα, /ἣ δὴ καὶ Διὸς εὔχετ' ἐν ἀγκοίνῃσιν ἰαῦσαι, /καί ῥ' ἔτεκεν δύο παῖδ', Ἀμφίονά τε Ζῆθόν τε, /οἳ πρῶτοι Θήβης ἕδος ἔκτισαν ἑπταπύλοιο /πύργωσάν τ', ἐπεὶ οὐ μὲν ἀπύργωτόν γ' ἐδύναντο /ναιέμεν εὐρύχορον Θήβην, κρατερώ περ ἐόντε.“

„Auch Antiope kam, die schöne Tochter Asopos', /Rühmend, sie habe geruht in Zeus' des Kroniden Umarmung. /Und sie gebar dem Gott zwei Söhne, Amphion und Zethos. /Diese bauten zuerst die siebentorige Thebai, /Und befestigten sie; denn unbefestigt konnten /Beide, wie stark sie auch waren, die große Thebai nicht schützen.“

Der römische Dichter Ovid beschrieb in seinen Metamorphosen die Verführung der Antiope nicht mehr durch Zeus, sondern durch Jupiter, in der Geschichte der Arachne, die beim Wettstreit mit Pallas Athene die Liebschaften der Götter in ihr Gewebe verwob:

„Fecit et Asterien aquila luctante teneri, /fecit olorinis Ledam recubare sub alis; /addidit, ut satyri celatus imagine pulchram /Iuppiter inplerit gemino Nycteida fetu“

„Auch Asterie malt sie, gefasst von dem ringenden Adler; /Leda bildet sie auch, wie der Schwan sie deckt mit den Flügeln; /Dann, wie Jupiter sich in der Hülle des Satyrs versteckend /Füllte mit doppelter Frucht die reizende Tochter des Nykteus“

## Satyr und Nymphe
Satyrn und Nymphen stellen zwei Extreme in der griechischen Mythologie dar, die sich nur in der Triebhaftigkeit gleichen. Während die Nymphe in der Psychiatrie namensgebend für die Nymphomanie, eine krankhafte Sexsucht, ist, leitet sich der ebenfalls in der Psychiatrie gebräuchliche Begriff Satyriasis, der das männliche Pendant darstellt, vom griechischen Satyr ab.

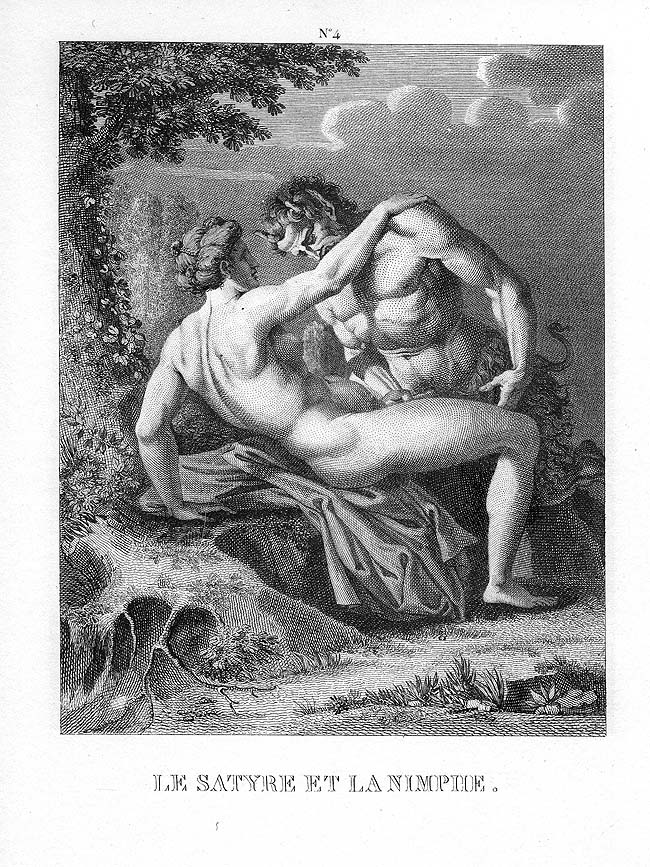
Agostino Carracci: Le Satyre et la Nymphe

Entsprechend werden sowohl Nymphen als auch Satyrn in der Mythologie und darauf aufbauend auch in der künstlerischen Rezeption sehr häufig in eindeutig erotischem Zusammenhang dargestellt und sind entsprechend beliebte Objekte der darstellenden Kunst. Hinzu kommt der offensichtliche ästhetische Gegensatz der beiden Stereotypen. Die Nymphe ist im Allgemeinen sehr schön und körperlich perfekt gebaut. Sie wird meistens mit elfenbeinfarbener, blasser und damit sehr zarter Haut und einem idealen weiblichen Körper dargestellt und gleicht darin etwa den Darstellungen der Venus. Die Satyrn, die Gefolgsleute des Bacchus sind, sind dagegen meist hässlich. Sie besitzen Merkmale des Ziegenbockes wie Hörner am Kopf, Bocksbeine sowie zumindest teilweise ein Fell. Sie sind zudem kräftig und sonnenverbrannt. Im Vergleich zur Nymphe stellt der Satyr also einen optischen Kontrast dar, wie er stärker kaum sein kann, wodurch sie für die künstlerische Darstellung ein perfektes Paar darstellen. Als Vertreter des Gottes Bacchus genossen Satyrn in der Mythologie zudem auch eine große Narrenfreiheit darin, ihre Lust auszuleben – vor allem mit den ebenso sexfreudigen Nymphen.
In den Darstellungen von Satyrn und Nymphen spielt meistens noch eine weitere mythische Gestalt eine große Rolle: Der Liebesgott Eros. Dieser bereitet die Nymphen durch seine Liebespfeile auf das Liebesspiel mit den Satyrn vor, entsprechend häufig wird er in Gemälden mit diesem Paar ebenfalls dargestellt.

## Gemälde und Radierungen (Auswahl)
Die Verführung der Antiope in der Gestalt des Satyr wurde von einer Reihe von Künstlern aufgegriffen und in Gemälden und Radierungen verarbeitet. Besonders bekannte Werke sind etwa:
- „Jupiter und Antiope“ von Antonio da Correggio, um 1528, Louvre, Paris
- „Jupiter und Antiope“ oder „Die Venus von Pardo“ von Tizian, 1535–1540 (um 1560 überarbeitet), Louvre, Paris
- „Jupiter und Antiope“ von Annibale Carracci (Radierung), 1592, (British Museum, London oder Staatliche Kunsthalle, Kupferstichkabinett, Karlsruhe?)
- „Jupiter und Antiope“ von Bartholomäus Spranger, 1593, Privatsammlung
- „Jupiter und Antiope“ von Hendrick Goltzius, 1612, National Gallery, London
- „Jupiter und Antiope“ von Anthonis van Dyck, um 1620, Museum voor Schone Kunsten, Gent
- „Jupiter und Antiope“ von Rembrandt van Rijn (Radierung), 1659
- „Jupiter und Antiope“ von Antoine Watteau, um 1714–1719, Louvre, Paris
- „Jupiter und Antiope“ von Jean-Auguste-Dominique Ingres, 1851, Musée d’Orsay, Paris